# Brachyorrhos raffrayi
Brachyorrhos raffrayi (тернатеська короткоголова змія) — вид змій родини гомалопсових (Homalopsidae). Ендемік Індонезії.

## Поширення і екологія
Тернатеські короткоголові змії є ендеміками острова Тернате в архіпелазі Молуккських островів.